# Hogan (budynek)

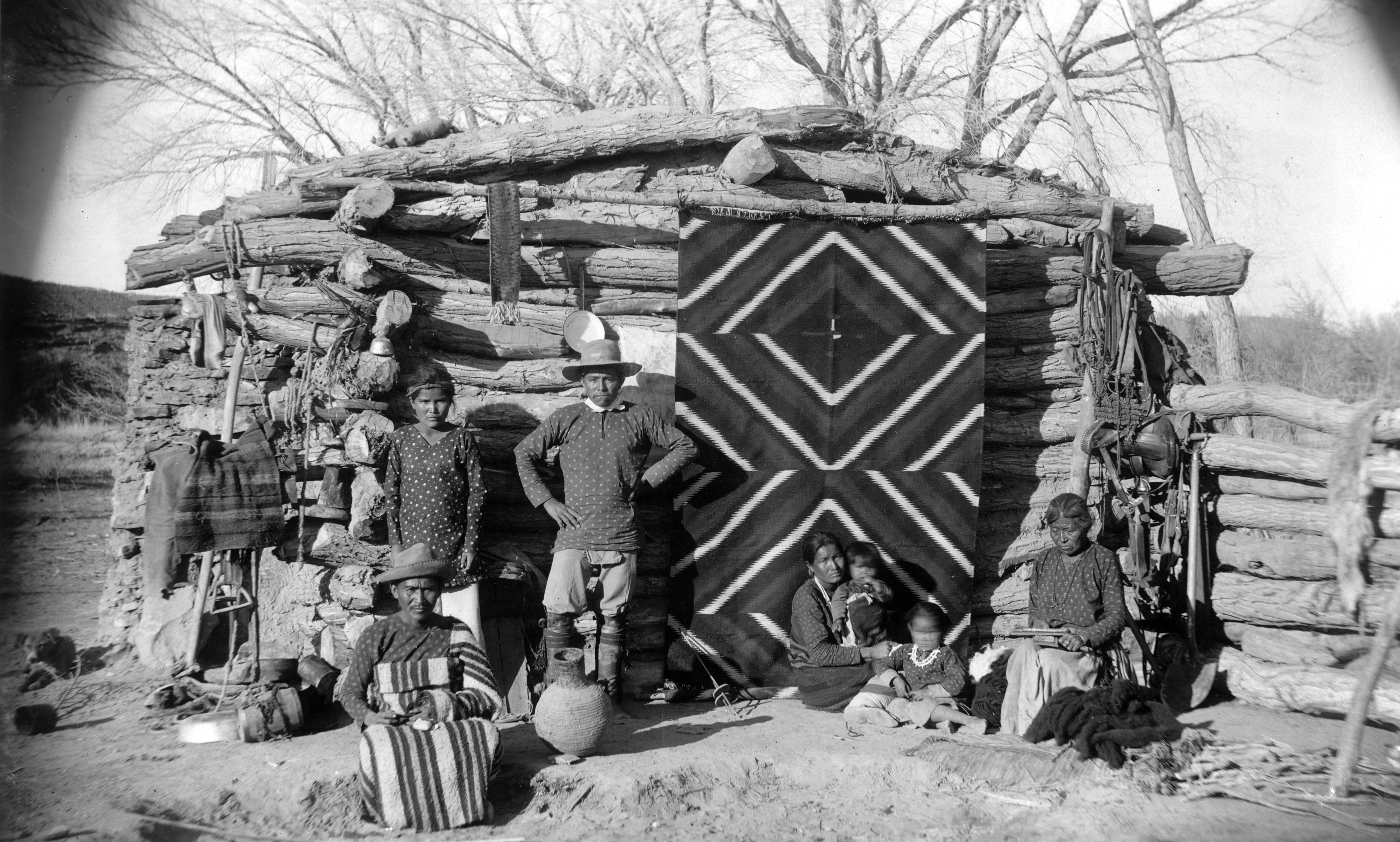
Hogan Nawahów, typ "męski"

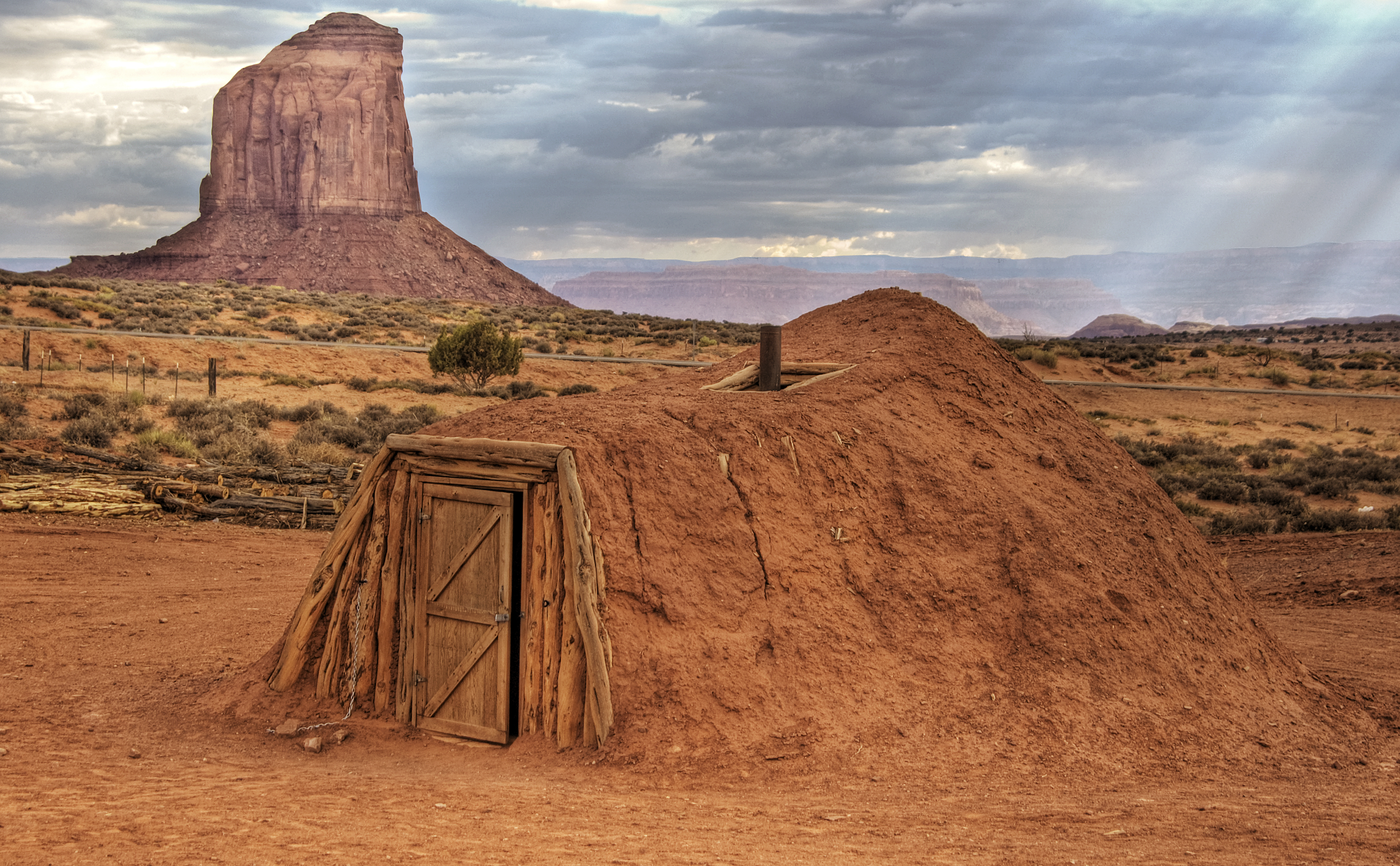
Hogan Nawahów, typ "żeński" w Monument Valley

Hogan (w języku Nawahów hooghan) – rodzaj stałego schronienia, z jednym pomieszczeniem w środku. Budowany przez Indian, głównie z plemienia Nawahów, ale także Apaczów.
Oryginalnie budowany był na planie okręgu i w kształcie ściętego stożka, obecnie zwykle na planie kwadratu, z otworem wejściowym skierowanym na wschód. Ściany wykonywane są z drewnianych kłód i gałęzi, oblepionych gliną.
Obecnie jako budynki mieszkalne lub dla celów ceremonialnych używane są głównie stare hogany, zaś nowo wznoszone rzadko budowane są z myślą o mieszkaniu w nich. Każda rodzina praktykująca tradycyjną religię Nawahów musi mieć własny hogan dla kultywowania religii.

## Tradycja i zwyczaje
W religii Nawahów w jednej z pieśni opisana jest budowa pierwszego hoganu. Miał go wznieść Kojot z pomocą bobrów dla Pierwszego Mężczyzny, Pierwszej Kobiety i Rozmawiającego Boga.
Istnieją dwa rodzaje hoganów: „męskie” na planie kwadratu z przedsionkiem oraz „żeńskie” na planie okręgu bez przedsionka. „Żeńskie” hogany były zwykle większe i zaczęto je później wznosić na planie sześciokąta lub ośmiokąta, co miało prawdopodobnie związek z możliwością wykorzystania podkładów kolejowych do budowy domów. Otwory wejściowe do hoganów zawsze skierowane są na wschód – dla powitania wschodzącego słońca dla zapewnienia domowi bogactwa i szczęścia. U Apaczów podłoga w hoganie symbolizuje Matkę Ziemię, strop zaś Ojca Niebo.
Użytkowanie hoganów związane było z kulturowymi ograniczeniami. U Nawahów gdy ktoś zmarł we wnętrzu budynku, to jego ciało palone było wraz z hoganem przy zamkniętym wejściu dla ostrzeżenia innych. W innym przypadku zmarłego zwykle wynoszono przez otwór zrobiony w północnej ścianie, a sam budynek opuszczano i palono. W przypadku, gdy w pobliżu hoganu uderzała błyskawica lub podchodził pod niego niedźwiedź, dom taki opuszczano. Drewno z hoganu nigdy u Nawahów nie podlegało ponownemu użyciu.